# Achilles (САУ)
Ахиллес (англ. Achilles, [ə’kɪli:z] — Ахиллес) — английская модификация американской противотанковой самоходно-артиллерийской установки 3in Gun Motor Carriage M10 периода Второй мировой войны. Вооружение исходного варианта этой САУ, адаптированной под британские стандарты под названием M10 Wolverine, было признано британскими военными специалистами недостаточно мощным для борьбы с новыми немецкими тяжёлыми танками, поэтому орудие было заменено на более мощную британскую 17-фунтовую противотанковую пушку QF 17 pounder.